# 더 군 쇼
더 군 쇼(The Goon Show)는 1951년부터 1960년까지 BBC 홈 서비스에서 제작 및 방송되었으며 가끔 BBC 라이트 프로그램에서 재방송된 영국의 라디오 코미디 프로그램이다. 1951년 5월 28일부터 9월 20일까지 방송된 첫 번째 시리즈의 제목은 크레이지 피플이었고, 이후 시리즈는 더 군 쇼라는 제목을 사용했다.
이 쇼의 주요 제작자이자 작가는 스파이크 밀리건이며, 그는 해리 시콤, 피터 셀러스 및 (처음 두 시리즈 동안) 마이클 벤틴과 함께 시리즈에 출연했다. 각본은 터무니없는 줄거리와 초현실 유머, 말장난, 캐치프레이즈, 다양한 기이한 음향 효과를 혼합했다. 가벼운 음악 간주곡도 있었다. 후반 에피소드 일부에서는 초기 BBC 라디오포닉 워크숍이 고안한 전자 효과가 특징인데, 이 중 상당수는 수십 년 동안 다른 쇼에서 재사용되었다. 쇼의 요소들은 1950년대 영국 현대 생활을 풍자하며 쇼 비즈니스, 상업, 산업, 예술, 정치, 외교, 경찰, 군사, 교육, 계층 구조, 문학, 영화의 측면을 패러디했다.
이 쇼는 BBC 트랜스크립션 서비스(TS)를 통해 국제적으로 출시되었다.:54 1950년대부터 오스트레일리아, 남아프리카, 뉴질랜드, 인도, 캐나다에서 정기적으로 방영되었지만, 이러한 TS 버전은 종종 논란의 여지가 있는 주제를 피하기 위해 편집되었다.:54 미국에서는 NBC가 1950년대 중반부터 라디오 네트워크에서 이 프로그램을 방송하기 시작했다.
전복적이고 터무니없는 더 군 쇼는 영국과 미국의 코미디 및 대중 문화 발전에 상당한 영향을 미쳤다. 이 쇼는 비틀즈와 미국의 코미디 극단 파이어사인 시어터:4,5,61, 그리고 영국의 코미디 극단 몬티 파이튼의 주요 영향력으로 언급되었다.

## 배경
이 시리즈는 스파이크 밀리건이 구상하고 썼으며, 래리 스티븐스 (약 140개의 에피소드에 기여), 에릭 사이크스 (시리즈 5의 대부분의 에피소드를 공동 집필), 모리스 윌트셔, 존 안트로버스 등 다른 작가들과 정기적으로 협력했으며, 처음에는 지미 그래프턴의 감독을 받았다.
밀리건과 해리 시콤은 제2차 세계 대전 동안 왕립 포병대에서 복무하며 친구가 되었다. 유명한 일화로, 밀리건은 하사관 밀리건의 포병 부대가 실수로 커다란 곡사포를 절벽 아래로 굴러 떨어뜨려 그 아래 작은 무선 트럭에 앉아 있던 하사 시콤을 처음 만났다. "갑자기 하늘에서 엄청난 물체가 우리 아주 가까이 떨어지는 끔찍한 소리가 났다. 상당한 혼란이 있었고, 그 와중에 트럭의 덮개가 밀려 열리며 헬멧을 쓴 젊은 바보가 '총 본 사람 있어요?'라고 물었다. 그것은 밀리건이었다." 그 질문에 대한 시콤의 대답은 "무슨 색이었어요?"였다. 밀리건은 전쟁 후 해크니 엠파이어에서 시콤이 공연하고 있을 때 피터 셀러스를 만났고, 세 사람은 절친이 되었다.:20
이 그룹은 1948년 런던 빅토리아에 있는 지미 그래프턴의 펍인 The Grafton Arms Pub & Rooms, 2 Strutton Ground에서 처음 결성되었다. 셀러스는 이미 BBC에서 데뷔했다. 시콤은 종종 버라이어티 밴드박스에 출연했다. 밀리건은 Derek Roy와 함께 주목받는 BBC 쇼 Hip-Hip-Hoo-Roy를 쓰고 출연했다. 첫 번째 시리즈에 출연한 마이클 벤틴은 찰리 체스터의 황금 시간대 라디오 쇼 Stand Easy에 막 출연하기 시작했다.
네 사람은 즉시 의기투합했다. 시콤은 몇 년 후 "극장 활동을 접고 일요일 밤 그래프턴스에서 열리는 축제에 참여하는 것은 항상 큰 위안이었다"고 말했다. 그들은 자신들을 "더 군스"라고 부르기 시작했고, Pickersgill 알루미늄 원반 녹음기로 펍에서의 일상을 녹음하기 시작했다. BBC 프로듀서 Pat Dixon이 녹음을 듣고 그룹에 관심을 보였다. 그는 BBC에게 그룹과의 장기 계약을 체결하도록 압력을 가했다. 그렇게 하면 셀러스를 계절 작업 이상으로 확보할 수 있으며, 이는 BBC가 목표로 삼고 있던 것이었다. BBC는 이에 동의하고 초반 시리즈를 주문했지만, 큰 열정은 없었다.
시리즈는 1951년 5월에 초연되었고 시청률은 빠르게 증가하여 첫 번째 방송이 끝날 무렵에는 약 37만 명에서 거의 2백만 명으로 늘어났다. 이 시리즈의 어떤 에피소드의 녹음도 남아 있지 않은 것으로 알려져 있다. BBC는 두 번째 시리즈를 의뢰했고 여러 다른 변경 사항이 발생했다. 음악 간주곡이 단축되었고 Max Geldray가 출연진에 합류했다. BBC의 드라마 부서인 Peter Eton이 프로듀서인 Dennis Main Wilson을 대신했다. Eton은 쇼 제작에 더 엄격한 규율을 적용했다. 그는 또한 음향 효과 및 마이크 기술의 전문가로, 쇼가 훨씬 더 역동적인 청취 경험이 되도록 만들었다. 그러나 시리즈가 몇 에피소드 진행된 후 밀리건은 심각한 신경 쇠약을 겪었다. 그는 1952년 12월 초에 병원에 입원했다.:136-139 다섯 번째 에피소드 방영 직전이었지만, 그 에피소드와 다음 에피소드는 이미 작성되었고, 다음 12개 에피소드는 스티븐스와 그래프턴이 공동 집필했다. 밀리건은 약 두 달 동안 연기자로서 부재했고, 1953년 3월 초에 방영된 17번째 에피소드로 돌아왔다. 시리즈 2와 마찬가지로 모든 에피소드는 밀리건과 스티븐스가 공동 집필했고 지미 그래프턴이 편집했다.
Bentine은 솔로 프로젝트를 추구하고 싶다는 이유로 시리즈 2가 끝날 무렵 쇼를 떠났지만, 그와 밀리건 사이에는 창의적인 긴장감이 점점 커지고 있었다.
밀리건은 그의 신경 쇠약과 첫 번째 결혼의 실패를 쇼를 쓰는 데 필요한 엄청난 양 때문이라고 비난했다. 그의 당시 획기적인 음향 효과 사용 또한 압력을 가중시켰다. 이 모든 것이 특히 세 번째 시리즈 동안 그의 정신 불안정, 즉 양극성 장애를 악화시켰다. 그러나 BBC는 그가 유능한 라디오 코미디 작가들(사이키스, 스티븐스, 안트로부스, 윌트셔, 그래프턴)로 둘러싸여 있도록 했기 때문에 그의 건강 문제로 인한 많은 문제들은 합성 대본으로 능숙하게 가려졌다.
많은 BBC 고위 직원들은 쇼의 초현실적인 유머에 대해 다양하게 당혹스러워했고 혼란스러워했으며, 고위 프로그램 경영진은 이를 Go On Show:37 또는 심지어 Coon Show라고 잘못 불렀다고 보도되었다.:13 스파이크 밀리건에 따르면 이 쇼의 제목은 뽀빠이 만화의 캐릭터인 앨리스 더 군에서 영감을 받았다고 한다.
"Ying Tong Song" (1956년 영국 싱글 차트 3위)과 같이 군의 넌센스 노래 중 일부는 1950년대 후반에 녹음되었다. 이 라디오 쇼는 전성기에 영국에서 높은 시청률을 기록했으며, 런던의 BBC 캠든 극장(현재 코코) 녹음 세션 티켓은 끊임없이 초과 판매되었고 쇼의 다양한 캐릭터 목소리와 캐치프레이즈는 빠르게 일상어의 일부가 되었다.:96 이 시리즈는 그 이후로도 꾸준히 인기를 유지하여 2012년까지 오스트레일리아 ABC 네트워크에서 매주 방송되었다. 이 쇼는 BBC Radio 4 Extra에서도 방송된다.

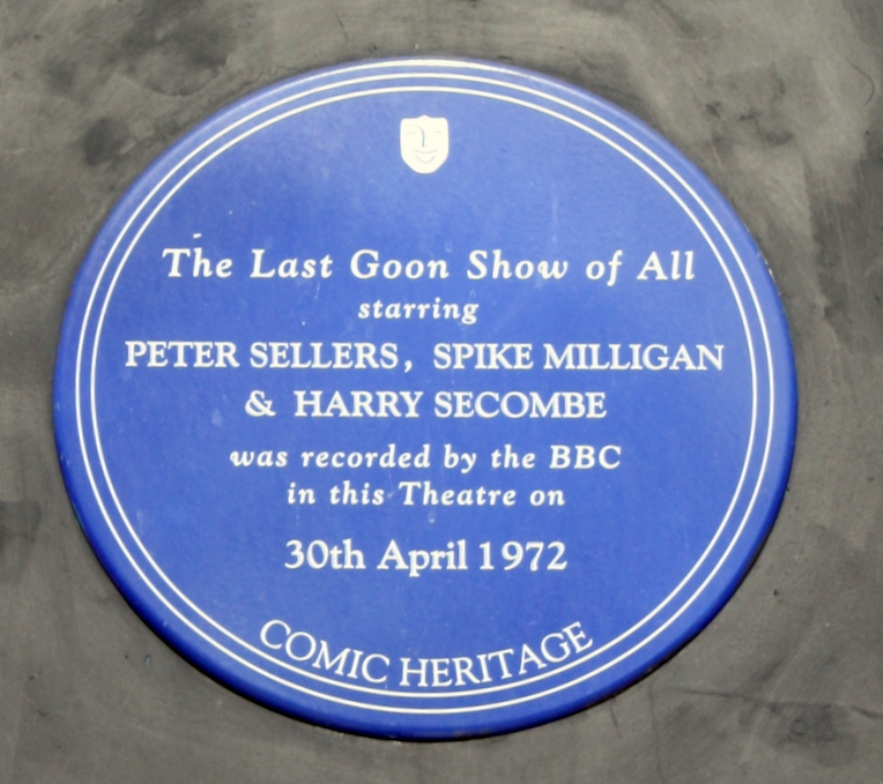
1972년 The Last Goon Show of All 녹음 장소였던 옛 캠든 극장(현 코코)의 파란색 명판.

대본은 주로 팬이 전사한 전용 웹사이트 버전을 통해 존재한다. 선택된 대본이 포함된 세 권의 책이 출판되었지만 절판되어 일반적으로 도서관이나 중고로만 구할 수 있다. 최근의 전기 서적에는 선택된 대본이 포함되어 있다.
총 10개의 시리즈가 있었고, 여덟 번째 시리즈와 같은 시기에 녹음된 빈티지 군스라는 추가 시리즈가 있었다. 이는 필기 서비스에 의해 녹음되지 않은 초기 쇼의 짧은 스케치 재개발(밀리건에 의해)을 특징으로 했다. 첫 번째 시리즈는 17개의 에피소드와 신데렐라(1951)라는 스페셜 1개로 구성되었다. 두 번째 시리즈는 25개의 에피소드(1952)로 구성되었다. 세 번째 시리즈는 25개의 에피소드와 대관식 스페셜(1952–53) 1개로 구성되었다. 네 번째 시리즈는 30개의 에피소드와 고온드의 아치(1953–54)라는 스페셜 1개로 구성되었다. 다섯 번째 시리즈는 26개의 에피소드와 스탈링스(1954–55)라는 스페셜 1개로 구성되었다. 여섯 번째 시리즈는 27개의 에피소드와 스페셜 3개(1955–56)로 구성되었다. 일곱 번째 시리즈는 25개의 에피소드와 스페셜 2개(1956–57)로 구성되었다. 여덟 번째 시리즈는 26개의 에피소드(1957–58)로 구성되었다. 빈티지 군스는 시리즈 4의 14개 에피소드를 재공연한 것이다. 아홉 번째 시리즈는 17개의 에피소드(1958–59)로 구성되었다. 그리고 열 번째 시리즈는 6개의 에피소드(1959–1960)로 구성되었다.:101

## 형식
더 군 쇼는 역사 전반에 걸쳐 일반적으로 30분 미만의 각 에피소드가 본질적으로 코미디 세그먼트와 음악 간주곡이 번갈아 나오는 코미디 버라이어티 쇼 프로그램으로 구성되었다.:116ff
처음 두 시리즈는 대부분 데니스 메인 윌슨이 제작했다. 에피소드는 개별 제목이 지정되지 않았다. 이 초기 쇼는 느슨하게 구성되었으며 음악 항목으로 구분된 네다섯 개의 연결되지 않은 스케치로 구성되었다. 후반 프로듀서 피터 이튼에 따르면 음악 세그먼트는 프로그램의 절반 정도를 차지했다.:113 이 형성 단계에서 쇼는 밀리건(초기 쇼에서는 작은 역할만 수행), 셀러스, 시컴, 그리고 마이클 벤틴과 함께 각 에피소드의 명목상의 '영웅', 괴짜 발명가 오스릭 퓨어하트 박사로 공동 주연했다.:124 음악 공연은 거장 재즈 하모니카 연주자인 맥스 겔드레이, 가수 레이 엘링턴과 그의 쿼텟(둘 다 딕슨이 영입) 및 보컬 그룹 스타게이저스가 맡았지만, 시리즈 2의 6번째 에피소드 이후 떠났고, 나머지 에피소드에서는 시컴이 직선적인 보컬 곡을 부르며 채웠다.:124 부수적, 테마 및 배경 음악은 스탠리 블랙과 BBC 댄스 오케스트라가 제공했다.:127 시리즈 2에서는 인기 캐릭터인 미니 배니스터(밀리건)와 헨리 크런(셀러스)의 첫 출연도 볼 수 있었다.
시리즈 3부터 더 군 쇼(이제 공식적으로 이렇게 불렸다)는 점차 '클래식' 형식으로 자리 잡았다. 밀리건, 스티븐스, 그래프턴은 내러티브 구조 내에서 작업하기 시작했고, 시리즈 4 후반에는 각 에피소드가 일반적으로 계속되는 줄거리로 연결된 세 막으로 구성되었다.:143 겔드레이는 1막과 2막 사이에, 엘링턴은 2막과 3막 사이에 공연했다. 거의 모든 주요 및 가끔 등장하는 캐릭터는 이제 밀리건과 셀러스가 연기했으며, 시컴은 보통 네디 시군만 연기했는데, 그는 대부분의 이야기에서 퓨어하트를 대체하여 영웅이 되었다. 종료 테마, 겔드레이의 배경 음악, 부수 음악은 이제 안젤라 몰리(당시에는 월리 스톳으로 알려짐)가 이끄는 프리랜서 음악가들로 구성된 빅밴드가 제공했다. 몰리는 첫 시리즈부터 쇼를 위해 작곡해 왔다.:127 시리즈 3 종료 후, 원래 아나운서인 앤드루 티머시는 존 스내그의 제안에 따라 월리스 그린슬레이드로 교체되었으며,:127 그는 대본에서 작은 역할을 수행할 뿐만 아니라 음성 나레이션 링크를 제공했다.
시리즈 3부터 주요 캐릭터 역할은 다음과 같았다.
- Neddie Seagoon (시콤)
- Eccles (밀리건)
- Bluebottle (셀러스)
- Henry Crun (셀러스)
- Minnie Bannister (밀리건)
- Hercules Grytpype-Thynne (셀러스)
- Count Jim Moriarty (밀리건)
- Major Dennis Bloodnok (셀러스)

보조 캐릭터는 "인디언"인 Banerjee와 Lalkaka, 하인 Abdul/Singez Thingz, Willium "Mate" Cobblers, Cyril, Jim Spriggs, Little Jim, Flowerdew 및 Chief Ellinga/The Red Bladder – 둘 다 Ray Ellington이 연기했다.:107 BBC 선임 아나운서 존 스나게, 배우 밸런타인 디알, 딕 에머리, 케네스 코너, 데니스 프라이스, 버나드 마일스 등 게스트 스타들도 가끔 출연했다. 전통적인 줄거리는 Grytpype-Thynne과 Moriarty가 Neddie Seagoon을 황당한 계획에 끌어들이고, 그 과정에서 다른 출연진을 만나는 것이었다.
많은 캐릭터는 빠르게 일상어가 된 정기적인 캐치프레이즈를 가지고 있었다. 가장 잘 알려진 것들은 다음과 같다.
- "물에 빠졌어!" (Little Jim)
- "더럽고, 역겨운 돼지 놈아! 날 죽였어!" (Bluebottle)
- "나무는 구할 수 없어." (Henry, Minnie)
- "어리석고, 뒤틀린 녀석." (Grytpype-Thynne)
- "여기 주차하면 안 돼, 친구" (Willium) - 밀리건이 거만한 BBC 위원들에게 던지는 비판.
- "Ying Tong Iddle I Po" (다양한) - 이것은 참신한 히트곡인 "Ying Tong Song"의 기초가 되었다.

### 초현실주의
더 군 쇼는 "아방가르드", "초현실주의", "추상적", "4차원적"으로 다양하게 묘사되었다. 이 쇼는 라디오 매체 자체와 놀았다. 캐릭터가 떠나고 문을 닫아도 방 안에 여전히 있는 장면들이 전체적으로 쓰여졌다. 더 나아가, 캐릭터는 떠난다고 알리고 문을 세게 닫았지만, 다른 캐릭터가 방을 나갔다. 그 캐릭터는 다시 들어가기 위해 문을 두드리고, 문이 열렸다 닫혔지만, 다시 잘못된 캐릭터가 밖으로 갇혔다.
이 쇼는 초현실적이고 대안적인 유머의 길을 열었으며, 에디 이저드와 같은 코미디언들도 인정했다.:vii 초현실적인 성격은 셀러스에게 매력적이었으며, 이는 특히 세 번째 시리즈 동안 그의 정신 불안정을 악화시켰다.
많은 시퀀스는 코미디의 전통적인 관습에 도전하는 방식으로 비전적이라고 언급되었다. 파이튼 자서전에서 테리 존스는 "물론 군스는 제가 가장 좋아하는 것이었습니다. 초현실적인 이미지와 코미디의 속도가 좋았습니다. 라디오의 관습을 깨고 매체 자체를 가지고 노는 방식이요.":73라고 말했다. 이는 마이클 페일린과 존 클리즈에 의해 반복되었다. 클리즈는 1950년대 중반 십대 시절에 더 군 쇼를 들었던 기억을 떠올리며 "그 초현실적인 유머에 완전히 놀랐습니다. 제 발전의 중요한 단계에 와서 단 한 번도 놓치지 않았습니다.":150라고 말했다.

### 음악 및 음향 효과
오케스트라 서곡, 연결 및 반주는 런던 기반 세션 음악가들로 구성된 엄선된 빅밴드가 제공했다.:47 편곡 및 음악 감독은 세 번째부터 열 번째 시리즈까지 Angela Morley가 담당했다. 몰리는 많은 편곡과 연결 부분을 제작했으며, BBC 엔지니어들이 달성한 최고 수준의 음질로 더욱 향상되었다.:81 밴드 멤버들은 특히 재즈 트롬본 연주자인 조지 치숌과 함께 코미디 진행에서 두드러지게 활약했는데, 그는 종종 스코틀랜드 캐릭터를 연기했다. 쇼의 마지막 음악은 대개 "Ding-Dong! The Witch Is Dead" 또는 오랜 전우들 행진곡의 잘린 풍자적인 연주였으며, 그 뒤를 이어 맥스 겔드레이와 레이 엘링턴 쿼텟이 "Crazy Rhythm"을 연주했다. 사용된 다른 테마곡에는 악마의 갤럽을 연주한 "고온스 갤럽", "I Want to Be Happy" 및 "럭키 스트라이크"가 포함되었으며, 캐스트는 "위대한 은행 강도"라는 에피소드의 끝에서 이를 노래했다.
BBC의 "라이트 엔터테인먼트" 형식의 버라이어티 쇼 요구 사항에 맞춰 더 군 쇼 스크립트는 세 막으로 구성되었으며, 두 개의 음악 간주곡으로 구분되었다. 이는 Ray Ellington Quartet가 제공했는데 – 재즈, 리듬 앤 블루스, 칼립소 노래를 혼합하여 연주했으며 – 하모니카 거장 Max Geldray는 주로 중도곡과 빅밴드와 함께 1930년대와 1940년대의 재즈 표준을 연주했다. 엘링턴과 겔드레이 모두 가끔 카메오 출연을 했다. 엘링턴은 종종 부족장, 토착 인력꾼, Bloodnok 소령의 천적 (Bloodnok 소령의 고통에 대한 대조)인 "붉은 방광"과 같은 전형적인 "흑인" 역할을 연기하도록 초안되었다.
더 군 쇼가 가장 새로운 분야를 개척한 것은 미리 녹음된 음향 효과와 라이브 음향 효과의 사용이었다. 문제의 일부는 "밀리건조차 자신의 머리 속에서 살아 움직이는 독특한 소리를 전자적으로 어떻게 포착할지 몰랐다 – 그는 그것이 아직 일어나지 않았다는 것을 알 뿐이었다"는 것이었다.:205 이에 대한 예는 종종 언급되는 이야기로, 밀리건이 캠든 극장 식당에서 두 개의 양말에 커스터드를 채워 철벅거리는 효과를 얻으려고 시도했다는 것이다. 밀리건은 BBC 식당 아주머니들에게 커스터드를 만들어 달라고 부탁했다. 그들은 그가 위장 문제가 있는 것으로 생각하고 사랑스럽게 신선한 커스터드를 만들어 주었고 – 그는 감사히 받아들였지만, 그들이 경악하게도 즉시 양말에 부어 넣었다. 시콤은 "스튜디오로 돌아와서 스파이크는 이미 마이크 근처에 3겹 합판을 놓았다."고 회상했다. 그는 하나씩 머리 위로 나무에 대고 흔들었지만, 자신이 찾고 있던 음향 효과를 만들어내지 못했다 ("그래서 양말에 커스터드를 가득 채웠지만 음향 효과는 없었다!").:205 시콤은 "스파이크는 자신이 원하는 음향 효과를 얻기 위해 스튜디오 매니저들을 미치게 만들곤 했습니다. 처음에는 프로그램이 디스크에 녹음되었을 때 올바른 음향 효과를 얻기가 매우 어려웠습니다. 제 생각에는 동시에 네 개의 턴테이블이 돌아가면서 각각 다른 소리를 연주했습니다 – 닭 울음소리, 빅 벤 타종 소리, 당나귀 울음소리, 거대한 폭발 소리, 배 사이렌 소리 – 모두 동시에 일어났습니다. 테이프가 사용되었을 때 비로소 스파이크는 효과에 정말 만족했습니다."라고 언급했다. 한 대본의 FX 지침은 "사자 두 마리가 서로 부딪히며 멀리 걸어가는 소리 효과. 사자 두 마리를 구할 수 없다면 하마 두 마리로도 충분하다"고 쓰여 있었다. 시간이 지남에 따라 음향 엔지니어들은 대본을 원하는 소리로 번역하는 데 점점 더 능숙해졌으며, 1950년대 후반부터 BBC의 새로 설립된 라디오포닉 워크숍의 전문가들의 도움을 받았다.:205
에피소드 녹화를 준비하는 BBC 매니저들과 밀리건의 관계는 종종 격렬하고 논쟁으로 이어졌으며, 밀리건은 나중에 이 시기에 자신이 디바였다고 인정하며 "BBC를 무관심에서 벗어나게 하려고 했습니다. 음향 효과는 문을 두드리는 소리와 자갈 위를 걷는 소리 – 그것뿐이었고, 저는 그것을 변화시키려고 했습니다."라고 덧붙였다.:44
나중 프로그램들을 위해 만들어진 많은 음향 효과들은 뮈지크 콩크레트 분야에서 차용한 혁신적인 제작 기술을 특징으로 하며, 당시 새로운 기술인 자기 테이프를 사용했다. 이러한 시퀀스 중 상당수는 복잡한 다중 편집, 에코 및 잔향, 그리고 테이프의 의도적인 속도 저하, 속도 증가 또는 역회전을 포함했다. 가장 유명한 것 중 하나는 Bloodnok 소령의 소화 시스템 작동 소리를 나타내기 위해 BBC 라디오포닉 워크숍에서 만들어진 전설적인 "Bloodnok의 위" 음향 효과였다. 이것은 설명할 수 없는 꿀꺽거리는 소리와 폭발적인 소리를 포함했다. 루이스(1995, p. 218)는 Bloodnok의 위는 "트림, 발진기의 외침, 물 튀는 소리, 코르크 같은 팝 소리, 그리고 가벼운 포병 발사 소리를 겹쳐서 얻었다"고 말했다.

## 출연진 및 캐릭터
- 시콤의 캐릭터

- 밀리건의 캐릭터

- 셀러스의 캐릭터

- 벤틴의 캐릭터

오스릭 퓨어하트 교수 등
- 기타 출연진
- 게스트 출연진

## 반복되는 개그

### 러지
이 쇼를 위해 만들어진 단어와 구문 중 일부는 곧 일반적인 사용에 들어섰는데, 가장 유명한 것은 단어 러지이다. "러지 스트라이크 브리튼" 에피소드에서 스파이크 밀리건은 가상의 질병인 러지(Lurgy라고도 표기됨)를 도입했는데, 이는 감기 또는 기타 잡다하거나 불특정한 질병을 의미하는 현대적 용법으로 남아 있다(종종 "끔찍한"이라는 형용사가 앞에 붙음). 러지의 증상에는 "Eeeeyack-a-boo"라고 외치고 싶은 참을 수 없는 충동이 포함되었지만, 에피소드 중에도 이 질병은 관악단 악기를 판매하려는 고액 강요 시도임이 밝혀졌다. 밀리건은 나중에 Treasure Island According to Spike Milligan에서 자신만의 정의를 만들었는데, 여기서 짐 호킨스의 어머니는 이를 "간에 묻은 갈색 똥 자국 같아"라고 묘사했다.

### 브랜디!
리허설과 녹음 중에는 알코올이 엄격히 금지되었으므로 출연진은 우유로 체력을 보강했다. 우유는 브랜디로 보강되었다. 후반 에피소드에서는 "뒷방으로 브랜디나 마시러 가자!" 또는 "옛 말론 브랜도"라는 캐치프레이즈가 한 명 이상의 캐릭터 퇴장 또는 음악 휴식을 알리는 데 사용되었다. "팸스 페이퍼 보험 정책" (시리즈 9, 에피소드 4)에서 레이 엘링턴은 그의 음악 항목이 시작되기 전에 "그 물건을 어디에 보관할까!"라고 중얼거린다. "스칼렛 캡슐" (시리즈 9, 에피소드 14)에서 엘링턴은 시콤의 외침인 "레이 엘링턴과 옛 브랜디나 마실 시간이다"에 대해 "그는 나에게 소개를 한다..."라고 대답했다. "더 문 쇼" (시리즈 7, 에피소드 18)에서 엘링턴은 청취자들에게 동정하며 "이봐, 브랜디를 마시러 가는 핑계를 대는 것 봐!"라고 말하며, 밀리건, 셀러스, 시콤이 항의하며 "친구!"라고 외치게 했다. 그러나 밀리건은 엘링턴이 노래를 부르는 동안 미니 배니스터 목소리를 내면서 그를 웃게 만들며 복수했다.

### 루바브, 루바브, 루바브!
1920년대와 1930년대의 라디오 프로그램에서 군중 장면의 배경 소음은 종종 상당수의 사람들이 속삭이는 "루바브" 소리에 무작위적인 강세를 더하여 얻었다. 이것은 밀리건에 의해 자주 패러디되었는데, 그는 세네 명만으로 같은 효과를 얻으려 했고, 속삭이는 대신 단어를 명확하게 읊조렸다. 얼마 지나지 않아 시콤은 이러한 장면에서 "커스터드"를 끼워넣기 시작했다 (예: "임금 공포"와 "대게넘 상공의 날개"에서는 이 구문이 '날아다니는 루바브'로 수정되었다).

### 라스베리 불기
라스베리 불기는 침묵을 피하기 위해 다양한 스케치에 무작위로 삽입되는 코믹한 장치로 사용될 뿐만 아니라, 해리 시콤이 다른 배우들에게 웃음을 터뜨릴 것이라는 신호로 군스에 들어왔다. 당신은 그의 농담, 라스베리, 그리고 웃음의 연속을 들을 수 있을 것이다. 군스의 음악 녹음 "The Ying-Tong Song"에서 밀리건은 튜바나 바리톤 색소폰 연주자처럼 라스베리 연주자를 위한 독주를 연주했다. 밀리건은 다소 초현실적인 컬럼비아 레코드 78RPM 음향 효과 디스크, 카탈로그 번호 YB20을 많이 사용했는데, 라벨에는 "당나귀"라는 무해한 제목이 붙어 있다. 아마도 녹음된 것 중 가장 외설적이고 방귀 소리 나는 소리에 가까운 이 소리는 "The Sinking of Westminster Pier" 쇼에서 Fred라는 이름의 굴이 껍질을 여는 소리를 동반하기 위해 처음 등장했다. 그 이후로 Fred the Oyster로 알려지게 되었고, 대본에 그렇게 나타난다. 이 녹음은 종종 나쁜 농담에 대한 반응으로 사용되었다. 예를 들어 The Last Goon Show of All에서 Neddie는 쇼를 "시작"하기 위해 오래된 농담을 연료 탱크에 외쳤다.
몇 년 후 밀리건은 Ronnie Barker와 협력하여 The Phantom Raspberry Blower of Old London Town을 제작했는데, 여기서 크레딧에는 "라스베리 전문가 스파이크 밀리건"이라고 적혀 있었다. 데이비드 제이슨도 음향 효과를 제작했다고 주장했으며, 실제로 Ronnie Barker의 LWT 시리즈 Six Dates with Barker (1971)의 두 번째 세그먼트에서 이러한 크레딧을 받았다.

### "피아노에 갇힘"
여러 쇼에서 캐릭터 중 한 명, 일반적으로 헨리 크런 또는 미니 배니스터가 피아노에 갇힌 채 발견되었다. The Mystery of the Fake Neddie Seagoon에서 크런은 피아노 안에 있었고 그의 말은 적절한 피아노 소리를 동반했다. The Jet-Propelled Guided NAAFI에서 모리아티는 피아노의 현 중 하나로 위장하여 피아노 안에 숨어 있다. 그리트피페-신은 그를 찾기 위해 "도레미" 음계를 연주했다. 모리아티는 "미"이다. 모리아티가 탈출했을 때 그는 예전보다 두 피트 키가 커져 있었다. 누군가가 피아노 조율사를 보냈기 때문이다.
"피아노에 갇힘" 개그는 The Last Goon Show of All에서 마지막으로 한 번 더 사용되었다.

### 기타 참조
때때로 캐릭터는 "로턴 가문의 자손" 또는 "로턴 하우스의 일원"으로 소개되었다. 이것은 런던의 직장 남성들을 위한 호스텔이었던 "Rowton Houses"를 지칭하는 것이었다.

## 영화
다음 영화들은 구운 활동의 산물이다.
- 렛츠 고 크레이지 (1951)
- Penny Points to Paradise (1951)
- Down Among the Z Men (1952) (벤틴과 함께)
- The Case of the Mukkinese Battle Horn (1956) 밀리건, 셀러스, 딕 에머리가 출연한 2릴 영화.
- The Running Jumping & Standing Still Film (1959) 밀리건과 셀러스가 출연하고 리처드 레스터가 감독한 초현실적인 1릴 단편 영화.

## 후기 부활

### 책
스파이크 밀리건은 일러스트레이터 피트 클라크와 협력하여 코믹 스트립 군스 두 권을 출간했다. 스토리는 고전 군 쇼를 약간 수정한 버전이었다.
- 더 군 카툰 (1982)

"The Last Goon Show of All", "The Affair of the Lone Banana", "The Scarlet Capsule", "The Pevensey Bay Disaster"
- 더 많은 군 카툰 (1983)

"사라진 방의 사건", "잃어버린 C.D. 판의 사건", "내부 산의 사가", "롬멜의 보물"
- 더 군 쇼 대본 (1972) 밀리건 저

"셀러스의 서문", 쇼 정보, 출연진, 캐릭터 등, 그리고 "끔찍한 배터 푸딩 투척꾼", "유령 머리깎이", "외로운 바나나 사건", "운하", "나폴레옹의 피아노", "프레드 대통령의 실패", "위대한 월리처", "헤이스팅스 플라이어", "이빨의 집".
- 더 많은 군 쇼 대본 (1973) 밀리건 저

"스피온 콥 전투", "네드의 원자 쓰레기통", "스파이; 또는 누가 핑크 오보에인가?", "서부의 부름", "스칼렛 캡슐", "테이 브리지 재해", "골드 플레이트 강도 사건", "50파운드 치료법".
- 잃어버린 군 쇼 (1987) 밀리건 저 (with 래리 스티븐스)

"크리스트 더프 작전", "내부 산", "침묵하는 나팔수", "끔찍한 피아노 클러버", "포트 나이트 포위", "나무 인간".

### 영화
- 피터 셀러스의 삶과 죽음 (2004)

HBO 오리지널 영화 피터 셀러스의 삶과 죽음 (2004) 초반부에 스튜디오 관객 앞에서 군 쇼 녹음을 재현하는 장면이 나온다. 제프리 러시가 셀러스, 에드워드 튜더-폴이 스파이크 밀리건, 스티브 펨버튼이 해리 시콤, 랜스 엘링턴이 레이 엘링턴 역을 맡았다. 그 재현 장면의 짧은 순간은 해당 영화의 예고편에서 볼 수 있다.

### 무대
- 잉 통: 군스와의 산책

잉 통은 로이 스마일즈가 쓴 연극으로, 라디오 스튜디오, 정신 병원, 스파이크 밀리건의 정신 속에서 부분적으로 벌어진다. 군스가 쇼를 녹음하는 것을 재현하지만, 중간에 스파이크가 정신 분열을 일으켜 정신 병원에 수감된다. 전체적으로 모든 군스를 특징으로 하지만 (벤틴은 언급되지만, 네 번째 캐릭터는 월리스 그린슬레이드를 나타낸다), 초점은 밀리건과 그의 정신 분열에 맞춰져 있다.
- 버밍엄 코미디 페스티벌

버밍엄 코미디 페스티벌은 2014년 페스티벌의 일환으로 밀리건 군 쇼 스크립트 두 편인 더 카날과 더 팬텀 헤드 셰이버 (오브 브라이튼)을 무대에 올렸다. 페스티벌은 2017년 밀리건 스크립트 두 편인 더 하우스 오브 티스와 더 젯 프로펠드 가이드 네이피를 특징으로 하는 두 번째 투어 공연을 제작했다. 두 공연 모두 노마 파네스와 스파이크 밀리건 프로덕션의 승인을 받았다. 페스티벌은 2023년 래리 스티븐스 탄생 100주년을 기념하여 더 시군 회고록과 더 모리아티 살인 미스터리를 무대에 올리면서 더 군 쇼로 돌아왔다. 출연진: 셀러스 - 리차드 어셔; 밀리건 - 로버트 콜레타 (2014), 마크 이어비 (2017, 2023), 시콤 - 짐 레니 (2014, 2023), 스테판 베산트 (2017); 월리스 그린슬레이드 / 발렌타인 다이알 - 필 헤밍 (2014, 2017), 이안 단터 (2024). 감독: 로버트 F. 볼 (2014, 2017); 감독/프로듀서: 데이브 프릭.
- 아폴로 극단

2018년 후반 영국 투어에서 아폴로 극단은 스파이크 밀리건 프로덕션과 협력하여 '더 드레디드 배터 푸딩 헐러', '테일스 오브 맨스 셔츠', '더 팬텀 헤드 셰이버' 등 군 쇼 세 편을 원본 대본을 재현하여 공연했다. 공동 프로듀서이자 밀리건의 전 매니저인 노마 파네스는 제작사가 대본을 존중하는 것을 전제로 자료 사용을 승인했다. 셀러스, 밀리건, 시콤 역할은 줄리언 맥도웰, 콜린 엘머, 클라이브 그린우드가 맡았고, 맥도웰과 팀 애슬리가 연출했다.

### 라디오 및 텔레비전
- The Idiot Weekly, Price 2d (TV, 1956) 및 The Idiot Weekly (라디오, 1958–1962)

The Idiot Weekly, Price 2d는 피터 셀러스가 주연한 첫 번째 시도였다. 이 프로그램은 어소시에이티드-레디퓨전에서 1956년에 제작되었고 런던 지역에서만 방송되었다. 주로 밀리건이 집필했고, 어소시에이티드 런던 스크립츠 협력 단체의 다른 작가들, 예를 들어 데이브 프리먼과 테리 네이션이 기여했으며, 에릭 사이크스가 대본 편집을 맡았다. The Idiot Weekly (1958–1962)는 호주 라디오 코미디 시리즈로 밀리건이 집필하고 출연했으며, 레이 바렛과 존 블루솔을 포함한 호주 조연진이 출연했다. 밀리건이 호주에 여러 번 방문할 때 ABC를 위해 제작되었는데, 그의 가족은 호주로 이민 갔었다. 밀리건은 일부 군 쇼 스크립트를 각색하고 많은 에피소드에 군 쇼 캐릭터 (특히 에클스)를 포함시켰다. 6개의 The Idiot Weekly 에피소드는 1963년에 BBC에 의해 The Omar Khayyam Show로 리메이크되었다.
- 더 텔레군스 (1963–1964)'

더 텔레군스 (1963–1964)는 BBC의 15분짜리 인형극으로, 밀리건, 시콤, 셀러스의 목소리가 특징이며 라디오 대본을 각색한 것이다. 26개의 에피소드가 제작되었다. 이 시리즈는 원래 방송 직후 잠시 재방송되었으며, 모든 에피소드는 비공식적으로 온라인에 공개되어 남아있는 것으로 알려져 있다.
- 더 군 쇼 – 더 휘슬링 스파이 이니그마 (시콤과 친구들) (1966)

해리 시콤의 6부작 코미디 시리즈를 위해 녹음되었으며, 그 중 일부만 실제 원본 방송에 사용되었다. 이것은 텔레비전을 위한 라디오 드라마의 재연으로서 "남자 셔츠 이야기"와 유사했다. 처음에는 TV 쇼에 사용된 부분만 남아있는 것으로 생각되었지만, 전체 공연 사본이 영국 영화 협회에 의해 발견되었다.
- 더 군 쇼 – 남자 셔츠 이야기 (1968)'

본질적으로 라디오 공연의 재연인 이 스페셜은 세 명의 군스가 존 클리즈를 아나운서로 하여 템즈 텔레비전에서 방영되었다. 이 방송의 거의 완벽한 사본이 영국 영화 협회에 보관되어 있다.
- 더 라스트 군 쇼 오브 올 (1972)

1972년, 군스는 더 라스트 군 쇼 오브 올을 공연하기 위해 재결합했다.
- 군 어게인 (2001)'

2001년, BBC는 "새로운" 군 쇼인 군 어게인을 녹음했다. 해리 시콤의 아들 앤디 시콤, 존 글로버, 제프리 홀랜드가 출연하고, 앤드류 티모시의 아들 크리스토퍼 티모시가 아나운서를 맡고, 레이 엘링턴의 아들 랜스 엘링턴이 노래를 불렀다. 이 쇼는 밀리건과 스티븐스가 공동 집필한 1953년 잃어버린 시리즈 3 에피소드 두 편인 "문명의 이야기"와 "플리머스 호 아르마다"를 기반으로 했다.

### 음반
구스들은 "I'm Walking Backwards for Christmas" (원래 음악가 파업 동안 밀리건이 쇼에서 시간을 벌기 위해 불렀던 노래)와 "Bloodnok's Rock and Roll Call"을 포함한 여러 음반을 제작했다. 이 음반의 B면인 "Ying Tong Song"은 곧 더 인기를 얻었고 1970년대 중반에 A면으로 재발매되어 의외의 신기한 히트곡이 되었다. 세 구스가 함께 작업한 마지막은 1978년으로, 이때 그들은 두 개의 새로운 노래인 "The Raspberry Song"과 "Rhymes"를 녹음했다.
- 콰이강의 다리 (팔로폰, 1962)

1962년 코미디 LP로 밀리건, 셀러스, 피터 쿡, 조너선 밀러가 참여했다. 영화 콰이강의 다리의 풍자판으로 원래 같은 이름으로 녹음되었다. 그러나 영화 제작사가 그 이름 사용에 대해 법적 조치를 취하겠다고 위협했다. 그래서 미래 비틀즈 프로듀서 조지 마틴이 녹음을 교묘하게 편집하여 Kwai라는 단어가 언급될 때마다 K를 제거하여 Bridge on the River Wye를 만들었다. 이 LP는 더 군 쇼의 African Incident (1957년 12월 30일)에 기반한다.:183 이 에피소드에는 셀러스가 앨릭 기니스의 목소리를 흉내내는 장면이 나온다. 루이스(1995, p. 205-206)는 이 배경에 대해 잘 설명하고 있다.
- 선거에서 이기는 법 (1964)'

1964년 밀리건, 시콤, 셀러스는 레슬리 브리커스가 쓴 코미디 LP '선거에서 이기는 법 (또는 별로 지지 않는 법)'에 목소리를 빌려주었다. 셀러스는 할리우드에 있었기 때문에 따로 녹음해야 했으므로 정확히 군스 재결합은 아니었다. 이 앨범은 1997년에 CD로 재발매되었다.

#### 싱글
| 제목                                                                        | 연도 | 최고 차트 순위 | 최고 차트 순위 |
| 제목                                                                        | 연도 | 영국           | AUS            |
| --------------------------------------------------------------------------- | ---- | -------------- | -------------- |
| "I'm Walking Backwards for Christmas" b/w "The Bluebottle Blues"            | 1956 | 4              | —              |
| "Bloodnok's Rock 'n' Roll Call" b/w "The Ying Tong Song"                    | 1956 | 3              | —              |
| "Eeh! Ah! Oh! Ooh!" b/w "I Love You"                                        | 1957 | —              | —              |
| "Whistle Your Cares Away" b/w "A Russian Love Song"                         | 1957 | —              | —              |
| "Ying Tong Song" (재발매) b/w "I'm Walking Backwards for Christmas"         | 1973 | 9              | 57             |
| "Bloodnok's Rock 'n' Roll Call" (재발매) b/w "I Love You"                   | 1975 | —              | —              |
| "The Raspberry Song" b/w "Rhymes"                                           | 1978 | —              | —              |
| "—"은 차트에 진입하지 않았거나 해당 지역에서 발매되지 않은 음반을 나타낸다. |      |                |                |

## 코미디 및 문화에 미친 영향
조지 페리의 저서 '파이튼의 삶'(1999)에서 그는 다음과 같이 논평한다. "1950년대 영국에서 유머는 주로 세 가지 출처에서 나왔다. 인쇄 매체, 영화, 라디오였는데, 텔레비전의 등장에도 불구하고 1950년대 내내 라디오는 방송 코미디의 지배적인 출처로 남아 있었다. 이 시기에 두 개의 라디오 코미디 쇼가 깊은 영향을 미쳤다. 첫 번째는 '여기부터 가져가라'로, 세련된 전문성을 자랑했다. 다른 하나는 '더 군 쇼'로, 그 부조리함, 광적인 초현실주의, 예측 불가능성으로 유명했다."
더 군스의 영향에 대해 에릭 사이크스는 제2차 세계 대전 이후 몇 년 동안 "다른 쇼들이 나왔지만 '코미디의 집'에는 전기가 필요했다. 그러다 갑자기... 더 군스... 스파이크 밀리건은 지붕을 날려버리고 햇살로 온 집안을 비췄다. 언뜻 보면 더 군 쇼는 괴짜 캐릭터들이 발음하는 극도로 웃긴 대사를 빠르게 전달하는 것일 뿐이었지만, 이것은 단지 거품에 불과했다. 더 군 쇼에서 스파이크는 무의식적으로 영국 정신의 모든 면모를 묘사하고 있었다."
사이크스와 밀리건은 레이 갈튼, 앨런 심슨, 프랭키 하워드와 스탠리("Scruffy") 데일과 함께 작가 협동조합 어소시에이티드 런던 스크립츠(ALS)를 공동 설립했으며, 시간이 지남에 따라 래리 스티븐스와 같은 다른 작가들도 합류했다. 그의 책 '스파이크 & 코'에서 그래함 맥캔은 "군 쇼의 무정부주의적 정신은... 직접적이든 간접적이든 다양한 정도로 몬티 파이튼 플라잉 서커스, 은하수를 여행하는 히치하이커를 위한 안내서, 더 영 원스, 빅 리브스 빅 나이트 아웃, 더 리그 오브 젠틀맨, 브래스 아이 및 수많은 다른 이상하고 대담한 새로운 코미디에 영감을 줄 것이다"라고 말한다. ALS 관련 코미디인 사이크스와 A..., 핸콕스 하프 아워, 스텝토 앤 선, 비욘드 아워 켄, 라운드 더 혼도 각자의 코미디 장르에 영향을 미쳤다.:344–345
에디 이저드는 구스와 특히 밀리건이 '대안'으로 알려지게 된 새로운 세대의 코미디언들에게 영향을 미쳤다고 지적한다.:vii 존 클리즈는 "코미디에는 누가 등장하여 이전에는 아무도 가보지 않은 영역으로 우리를 데려가는 진정한 돌파구를 만드는 결정적인 순간이 아주 소수에 불과하다. 구스를 발견한 나의 경험과 비교할 수 있는 유일한 경험은 N. F. 심슨의 연극 '원 웨이 펜듈럼'을 보거나, 나중에 피터 쿡을 처음 듣는 것뿐이다. 그들은 다른 모든 사람보다 몇 광년 앞서 있었다.":151라고 말한다.
마찬가지로, 그레이엄 채프먼의 사후 선집(2006, p. xvii) 서문에서 요쿰은 다른 라디오 코미디가 채프먼에게 영향을 미쳤지만, "그레이엄을 정말 놀라게 하고 그의 코미디에 큰 영향을 미친 쇼는 더 군 쇼였다"고 언급한다. 그리고 23페이지에서 채프먼은 다음과 같이 말한다. "일곱 살이나 여덟 살 무렵부터 저는 '더 군 쇼'라는 라디오 프로그램을 열렬히 듣는 사람이었습니다. 사실, 그 단계에서 저는 군이 되고 싶었습니다."
파이튼들은 그들의 스케치 "Election Night Special"에서 선배들에게 감사하는 마음을 표현했다. 화면에 나오는 선거 기자 중 한 명이 동료에게 "나일론 개 카디건과 플라스틱 뮬 받침대에 대해 어떻게 생각하세요?"라고 묻자 무대 밖에서 누군가가 "그런 건 없어!"라고 외치고, 기자는 "감사합니다, 스파이크."라고 대답한다.

### 영국의 왕가
군스는 영국의 왕가에서, 특히 찰스 왕자(현 찰스 3세)에게 인기가 많았는데, 그는 종종 캐릭터의 목소리를 흉내내곤 했다. 필립 왕자와 앤 공주는 1972년 더 라스트 군 쇼 오브 올 녹화에 참석했다. 찰스는 해군 임무로 참석할 수 없었지만 출연진에게 전보를 보냈다. 찰스는 '더 많은 군 쇼 대본'(1973) 책의 서문을 썼고, 1998년 군 쇼 보존 협회의 후원자가 되었다.

### 파이어사인 시어터
NBC 라디오 네트워크는 1950년대 중반에 미국에서 이 프로그램을 방송했다. 1965년, 피터 버그먼은 BBC 텔레비전 프로그램 Not So Much a Programme, More a Way of Life에서 일하는 동안 밀리건을 만나 친구가 되었다. 그는 또한 비틀즈 콘서트를 보았고, 이것이 네 명의 코미디 그룹을 결성하는 영감을 주었다. 다음 해에 그는 로스앤젤레스의 KPFK-FM에서 라디오 쇼 Radio Free Oz를 진행하기 위해 미국으로 돌아왔고, 필립 프록터, 필 오스틴, 데이비드 오스먼과 함께 파이어사인 시어터를 결성했다. 프록터, 오스틴, 오스먼은 군 쇼의 모니터 방송의 열렬한 팬이었다. 오스먼에 따르면:
우리 모두는 삶의 다양한 시기에 피터 셀러스, 스파이크 밀리건, 해리 시콤의 더 군 쇼를 들었다. 우리는 그 쇼를 많이 들었다. 우리가 라디오를 시작했을 때, 그들은 정말 초현실적이고 기이한 상황에서 오랜 시간 동안 캐릭터를 유지했기 때문에 우리에게 깊은 인상을 주었다. 그들은 1950년대 내내 10년 동안 그 쇼를 하고 있었다. 그래서 우리는 그 끝에 그들을 듣고 있었다. 그것은 그 광기와 어디든 가고 무엇이든 할 수 있는 능력, 그러면서도 재미있는 캐릭터를 유지하는 능력이었다. 그래서 우리가 처음 글을 쓰는 라디오를 시작했을 때, 매주 한 번 30분짜리 스킷을 앉아서 쓰고 하던 1967년 가을에, 우리는 더 군 쇼를 모방한 것을 했고 그들로부터 많은 목소리를 배웠다.

### 몬티 파이튼
몬티 파이튼에 영향을 미친 것들 중 코미디 팀의 멤버들은 "BBC 라디오 코미디, 특히 더 군 쇼에 빚지고 있다"고 묘사된다. 몬티 파이튼의 미래 멤버들은 팬이었으며, 여러 차례 그들은 밀리건과 더 군스에게 집단적인 빚을 지고 있음을 표현했다. 스쿠다모어는 예를 들어 존 클리즈가 "군 쇼는 우리에게 엄청난 영향을 미쳤다"고 진술한 인터뷰를 인용한다.:170 그는 벤트햄의 책에 기여한 글에서 이 점을 반복한다. "우리 몬티 파이튼 팀의 모두는 더 군 쇼를 사랑했다. 그것은 우리 안에 어떤 에너지를 불태웠다. 그것은 어떤 특정 기술이라기보다는 전달된 정신이었다. 요점은 누군가가 장벽을 넘어 이전에는 아무도 하지 않았던 일을 하고 나면 다른 모든 사람이 그것을 넘는 것이 엄청나게 쉽다는 것이다.":151
마찬가지로 그레이엄 채프먼의 사후 선집(2006, p. xvii) 서문에서 요아킴은 다른 라디오 코미디가 채프먼에게 영향을 미쳤지만, "그레이엄을 진정으로 경악하게 만들고 그의 코미디에 큰 영향을 미친 쇼는 더 군 쇼였다"고 언급한다. 그리고 23페이지에서 채프먼은 다음과 같이 말한다. "대략 일곱 살이나 여덟 살부터 저는 '더 군 쇼'라는 라디오 프로그램을 열렬히 듣는 사람이었습니다. 사실, 그 단계에서 저는 군이 되고 싶었습니다."
"Election Night Special" 스케치에서 파이튼들은 선배들에게 감사하는 마음을 표현했다. 화면에 나오는 선거 기자 중 한 명이 동료에게 "나일론 개 가디건과 플라스틱 뮬 받침대에 대해 어떻게 생각하세요?"라고 묻자 무대 밖에서 누군가가 "그런 건 없어!"라고 외치고, 기자는 "감사합니다, 스파이크."라고 대답한다.

## 사망
피터 셀러스는 1980년 7월 24일 54세로 사망했다. 마이클 벤틴은 1996년 11월 26일 74세로 사망했다. 해리 시콤은 2001년 4월 11일 79세로 사망했다. 밀리건은 시콤보다 먼저 사망했으면 시콤이 그의 장례식에서 노래를 불렀을 것이기 때문에 시콤보다 먼저 사망하여 안도했다고 주장했다. 테렌스 "스파이크" 밀리건은 2002년 2월 27일 83세로 사망했다. 시콤은 어쨌든 녹음된 상태로 그의 장례식에서 노래를 불렀다. 2년 후, 밀리건의 유언대로 "나는 아팠다고 말했다"는 문구를 그의 비석에 새기는 것이 마침내 허락되었지만, 교회는 이 문구가 아일랜드어로 Dúirt mé leat go raibh mé breoite로 쓰여지는 경우에만 동의했다.

## 같이 보기
- 군 쇼 보존 협회
- 더 군 쇼 에피소드 목록
- 문학적 비상식
- 더 밀리건 페이퍼스 – 1987년 BBC 라디오 코미디로 종종 "80년대의 군 쇼"라고 불린다.

## 참조
1. ↑  Lewis 1995, 217쪽 "owing to the complexities of the technical side, the BBC were wanting the scripts delivered earlier and earlier—so that the boffins in the electronics department etc. could experiment with the new noises"

## 참고문헌
- 반스, 피터 (August 2002). “'익히지 않은 군화': 스파이크 밀리건 1918-2002”. 《뉴 시어터 쿼터리》 18 (Part 3. Intq 71): 205–210. doi:10.1017/s0266464x02000295. 2010년 8월 23일에 확인함.
- 파네스, 노마, 편집. (1997년 11월 6일). 《더 군스: 이야기》. 런던: 버진 출판. ISBN 1-85227-679-7. – 밀리건, 시콤, 사이크스의 챕터 포함.
- 윌못, 로저; 지미 그래프턴 (1976). 《더 군 쇼 동반자 - 역사와 군학》. 런던: 롭슨 북스. ISBN 0-903895-64-1.
- 로즈, 엘리자베스, 편집. (2000). 《더 군스의 책》. 런던: 롭슨 북스. ISBN 0-86051-286-X. 2010년 8월 23일에 확인함. (롭슨 북스에서 1974년 초판 발행).
- 맥캔, 그래험 (2006). 《스파이크 & 코》. 런던: 호더 앤 스토튼 주식회사. ISBN 978-0-340-89808-6. – 밀리건, 사이크스, 갤튼, 심슨이 1950년대에 설립한 스크립트 협동조합 '어소시에이티드 런던 스크립츠'에 대한 종합적인 전기를 포함하는 자료이다.
- 와플, 마이클 (2009). “더 군 쇼 - 부조리 유머의 선구자: 유머 언어의 문화적 및 언어적 분석”. 《영어 연구 학위 논문 (디플롬)》 (그라츠 대학교). 2024년 11월 15일에 확인함.PDF 문서